# Onychothemis culminicola
Onychothemis culminicola är en trollsländeart. Onychothemis culminicola ingår i släktet Onychothemis och familjen segeltrollsländor. IUCN kategoriserar arten globalt som livskraftig.

## Underarter
Arten delas in i följande underarter:
- O. c. celebensis
- O. c. culminicola